# Ingolf Wappler
Ingolf Wappler (* 9. September 1970 in Dresden) ist ein deutscher Politiker der CDU. Er war von 1994 bis 1999 Mitglied des Sächsischen Landtages.

## Leben
Ingolf Wappler besuchte die Polytechnische Oberschule in Olbernhau. Danach machte er eine Ausbildung zum Baufacharbeiter mit Abitur in Chemnitz. Anschließend leistete er seinen Zivildienst. Es folgte ein Studium der Rechtswissenschaft in Berlin.  
Ingolf Wappler war Vorsitzender des CDU-Stadtverbandes Olbernhau sowie Vorsitzender des JU-Kreisverbandes Mittlerer Erzgebirgskreis. Von 1994 bis 2008 war er Mitglied des Kreistages des Mittleren Erzgebirgskreises. 
Im Oktober 1994 zog Wappler, etwas überraschend, über die Landesliste der CDU Sachsen als jüngster Abgeordneter in den Sächsischen Landtag ein. Dort war er Mitglied im Ausschuss für Bauen, Wohnen und Verkehr und im Ausschuss für Geschäftsordnung und Immunitätsangelegenheiten. Er gehörte dem Landtag bis zum Juni 1999 an; sein Nachfolger wurde Christoph Richter. 1999 wurde er zum Bürgermeister der Stadt Lengefeld gewählt.  Von 1999 bis 2002 studierte er berufsbegleitend und machte einen Abschluss als Verwaltungsbetriebswirt. 
2006 erfolgte seine Wiederwahl. Bei den Wahlen zum Kreistag des neu geschaffenen Erzgebirgskreises am 8. Juni 2008 wurde Ingolf Wappler über den Wahlkreis Lengefeld Ortsteil Wünschendorf für die Legislaturperiode 2008–2014 gewählt. 2014 und 2019 wurde er wieder in den Kreistag gewählt. 
2014 verlor er die Wahl um das Bürgermeisteramt der aus der Vereinigung von Lengefeld und Pockau zum 1. Januar 2014 entstandenen Stadt Pockau-Lengefeld gegen Heiko Friedemann. 2015 trat er zur Bürgermeisterwahl in Olbernhau für die CDU an und verlor gegen Heinz-Peter Haustein. Seit 2014 war er Amtsleiter in der Stadtverwaltung Pockau-Lengefeld. Nach der Erkrankung des Bürgermeisters war er seit dem 1. März 2016 Amtsverweser und wurde am 30. Oktober 2016 zum Bürgermeister gewählt. Sein Amtsantritt war der 1. Dezember 2016. Zur Wiederwahl 2023 trat er nicht an. 
Seit Anfang 2024 arbeitete er als Journalist für die regionale Tageszeitung Freie Presse. 
Wappler ist evangelisch-lutherisch, ist verheiratet und hat drei Kinder. Er wohnt in Pockau-Lengefeld.